# Tujec (roman)
Tujec (francosko L’Étranger) je roman Alberta Camusa iz leta 1942.
V središču te pripovedi je tema absurda ali nesmisla. Meursaultu se zdi absurdno razmerje med človekom in svetom. Človek teži k sreči, popolnosti, česar pa svet človeku ne daje in tukaj nastane razmerje absurda. Meursault se te absurdnosti jasno zaveda, drugi ljudje pa ne. Absurd zavrača s tem, da noče sodelovati v lažnivem upanju v smisel, ki ga družba načrtno goji in zahteva. Meursault se je temu absurdnemu svetu uprl.

## Vsebina
Prvi del
Meursault, mlad uslužbenec v alžirskem mestu Orana, je prejel telegram iz hiralnice, da mu je umrla mati. Telegram je napisan zelo na kratko, tako da se iz njega ne da razbrati, kdaj je njegova mati sploh umrla. Meursault se je takoj začel pripravljati na dolgo pot do hiralnice v mestecu Marengo. V službi je prosil šefa za dva dni dopusta, za katera je vedel, da mu jih ne bo mogel odreči. Odšel je še na kosilo v restavracijo pri Celestu, kamor je po navadi zahajal. Celest je bil njegov prijatelj in ga je prijateljsko bodril in tolažil. Nato je Meursault odšel še k Emmanuelu, da bi ga prosil za črno kravato in žalni trak. Po vseh teh opravkih se mu je že pošteno mudilo na avtobus, tako da je moral teči, če ga je hotel ujeti. Od tega teka in močne vročine je bil kar malo omotičen, tako da je na avtobusu zaspal. Ko se je vožnja končala, je moral prepešačiti še dva kilometra do hiralnice. Tam se je najprej seznanil z vratarjem. Po dolgem čakanju ga je le sprejel ravnatelj. Izrekel mu je sožalje, nato pa sta se zapletla v pogovor. Ravnatelj mu je povedal, da je že poskrbel za vse okoli pogreba in da so njegovo mater že odpeljali v njihovo majhno mrtvašnico, da ne bi preveč vznemirjali drugih stanovalcev. V hiralnici je Meursault opazil, da je krsta že zaprta. Pristopil je vratar in ga vprašal, če bi rad še poslednjič videl mater, a je odvrnil, da ne. Meursault se je usedel poleg krste, vratar pa nasproti njega. Nekaj časa sta se pogovarjala, na Meursaultovo pobudo pokadila cigareto in spila belo kavo, ki jo je ponudil vratar. Nato je vratar razpostavil še ostale sedeže, ker so začeli prihajati materini prijatelji iz hiralnice. Kar naenkrat je bila vsa soba polna in tako so bedeli pri truplu do jutra. Zjutraj so prišli pogrebci, zaprli krsto in jo položili na mrtvaški voz. Za pogrebom so šli pa samo Meursault, ravnatelj hiralnice, neka medicinska sestra in najboljši prijatelj pokojnice. Pot do pokopališča je bila dolga in mučna, kajti sonce je močno pripekalo. Morali so paziti na tudi na hitrost hoje, da ne bi dobili sončarice. Po pogrebu je Meursault takoj odšel domov. Domov je prišel ves izmučen, zato je takoj zaspal. Drugi dan si je zaželel morja. Odšel je na plažo, kjer je srečal svojo prijatelico Marijo, ki si jo je nekdaj poželel. Cel dopoldan je preživel v vodi z njo. Ko se je zvečerilo, sta skupaj odšla v kino in si ogledala neko komedijo. Noč sta preživela v Meursaultovem stanovanju. Drugi dan je Meursault srečal na stopnišču sostanovalca Raymonda, ta ga je povabil k sebi, da bi skupaj kosila. Med obedom ga je Raymond prosil, če mu napiše neko pismo, s katerim bi se maščeval svoji ljubici, za katero je mislil, da ga vara. Meursault mu je ustregel in mu napisal pismo, ki je Raymondu zelo ugajalo. Raymondova ljubica se je odzvala na pismo in ga obiskala, Meursault je s svojega stanovanja slišal, kako Raymond tepe svojo ljubico in jo kaznuje za domnevno prevaro. Prišla je policija in pozvala Raymonda na komisariat, kjer mu je bil Meursault za pričo. Kasneje so se Raymond, Meursault in Marija zmenili, da se bodo šli skupaj kopat k Raymondovemu prijatelju Massonu. Ko so odhajali od doma, so videli, da jih opazujejo Arabci, med njimi je bil tudi brat Raymondove ljubice. Po kopanju na plaži so postali lačni, obedovali so pri Massonu. Po jedi sta dekleti pospravljali, Raymond, Meursault in Masson pa so odšli na sprehod po sipinah. A kmalu so naleteli na težave, na plaži sta jih čakala dva Arabca. Raymond je vedel, da bo prišlo do pretepa, zato je prijateljema rekel, na se pripravita. Pretep se je začel, a kmalu je eden od Arabcev potegnil nož in Raymonda zabodel v roko. Meursault in Masson sta Raymondu pomagala do hiše. Masson in Raymond sta nato šla k zdravniku obvezat rane. Ko se je Raymond vrnil in si opomogel, je spet odšel na plažo, za njim je stekel tudi Meursault. Videl je, da Raymond nekaj namerava. Šel je z njim nazaj do Arabcev. Tam je Raymond naperil revolver v enega od njiju. Meursault ga je prepričal, da naj raje da njemu revolver, on pa bo pazil na drugega Arabca, medtem ko Raymond z ljubičinim bratom obračuna s pestmi. Raymond je prepustil revolver Meursaultu, nato pa sta Arabca pobegnila za skale. Vrnila sta se do hiše. Preden sta vstopila, se je Meursault premislil, saj se mu ni ljubilo iti po stopnicah v stanovanje in potem še pogovarjati z ženskama. Odločil se je, da se vrne na plažo. Hotel je iti do studenca za skalo, kjer sta se prej nahajala Arabca. Ko pa je prišel do tam, je videl, da se je eden od Arabcev vrnil. Ustavil se je in čakal. Ko je napravil korak naprej, mu je Arabec zagrozil z nožem, Meursault pa ga je nenadoma ustrelil, najprej enkrat, nato pa še štirikrat v nepremično telo.

Drugi del
Že drugi dan so ga aretirali. Najprej so ga zasliševali na policiji, a kmalu je dobil tudi svojega odvetnika. Kmalu se je preselil iz svojega stanovaja v zaporniško celico. Medtem ko je čakal na sodno razpravo, pa je imel časa na pretek, da je razmišljal o svojem življenju. Ugotovil je, da bi človek lahko preživel 100 dni v zaporu, če bi živel samo en dan na prostosti, kajti on je čas v zaporu preživljal tako, da je obujal svoje spomine. Spominjal se je svojega stanovanja, vsake podrobnosti v njem. To ga je povsem prevzelo. In tako je prišel tudi čas, ko se je začela sodna razprava. Po dolgem času je bil spet na izven svoje celice. V sodni dvorani se mu je zdel ves direndaj novinarjev in odvetnikov zelo zanimiv. Zanimiva se mu je zdela celo zatožna klop, ker so vse priče govorile o njem, njegovih dejanjih in značaju. Na začetku se je razprava še kar ugodno razvijala, toda bolj se je bližal konec, bolj se je zdelo, da je kriv. V sodni razpravi so prišle na dan še druge Meursaultove lastnosti: malo pred umorom je pokopal mater, ki je umrla v domu za onemogle, vendar po mnenju prič ni kazal posebne žalosti; še istega dne se je spustil v ljubezensko razmerje s strojepisko Marijo, potem pa se je z znancem Raymondom, s katerim ga ni vezalo prav nič skupnega, zapletel v zadevo, ki ga je nazadnje pripeljala v uboj. Na temelju pričevanj ga je sodišče spoznalo za pokvarjenega in nevarnega človeka, sovražnika morali in družbi, zato so ga obsodili na smrt z obglavljenjem. V ječi se je do konca zavedel občutka absurdnosti sveta in ravnodušja do lastnega in tujega življenja. V noči pred smrtjo pa ga je obiskal spovednik, ki ga je pred tem sicer že trikrat zavrnil. Po pogovoru, ko mu je ta poskušal vsiliti vero v Jezusa Kristusa, Veličastnega Odrešenika, ki je trpel za vse grehe človeštva in se žrtvoval za nemočno in ubogo hudodelno človeško populacijo takratšnjega, preteklega in prihodnjega časa, pa je Meursault nanj stresel vse, kar se mu je nabralo v srcu. Po spovednikovem odhodu je zopet našel svoj mir. Na koncu mu je ostala le še želja, da bi se na njegovi usmrtitvi nabralo čim več gledalcev in da bi ga sprejeli s kriki sovraštva.